# Ivan Mokanov
Ivan Georgiev Mokanov (Bulgaars: Иван Георгиев Моканов) (Varna, 20 maart 1912 – aldaar, 16 april 1982) was een voormalig Bulgaarse voetballer en coach.

## Loopbaan als speler
Mokanov speelde 210 wedstrijden en maakte veertien doelpunten in zestien jaar als voetballer voor Vladislav Varna, een ploeg die na de Tweede Wereldoorlog Ticha-Vladislav genoemd zou worden.  Met Vladislav  werd hij Bulgaars kampioen in 1934 en tweede in de Bulgaarse nationale competitie van 1928, 1930, 1938 en 1939. Mokanov speelde in vier wedstrijden voor het Bulgaarse nationaal elftal. Hij bleef het team zijn hele leven trouw. Met 52 jaar dienst voor Tsjerno More Varna is Ivan Mokanov een symbool van loyaliteit.
Mokanov begon zijn voetbalcarrière in 1928 in de jeugd van Vladislav en twee jaar later was hij al van vaste waarde in de verdediging van de A-kern. Hij speelde als verdediger in een 2-4-4-systeem. Hij stond bekend om zijn krachtige schoten, een eigenschap die bijzonder gewaardeerd werd in de toen toegepaste “lange-baltactiek”. Mokanov was ook de vaste strafschopnemer van het team. Hij scoorde 14 keer vanaf de stip en miste slechts één keer. De journalisten van de sportkrant Sport beschouwden hem als de beste speler van het winnende team tijdens de finale van 16 september 1934 tegen Slavia in Sofia. Mokanov was vele jaren aanvoerder van Vladislav en speler en trainer tijdens de Tweede Wereldoorlog en in de overgang naar Ticha-Vladislav na de oorlog.

## Nationale ploeg
Mokanov debuteerde voor het Bulgaarse nationaal elftal op 21 mei 1933 in Madrid tegen Spanje. Hij speelde in totaal vier wedstrijden, de laatste daarvan op 6 juni 1940 tegen Slowakije in Sofia.

## Loopbaan als trainer
Mokanov studeerde aan de Nationale Sportacademie en kreeg zijn trainersdiploma in 1948. Hij werd hoofdcoach van Tsjerno More, waar hij een neus had voor jong talent. Onder zijn toezicht groeiden spelers als Nedko Nedev, Bozhil Kolev, Stefan Bogomilov en Todor Marev. Sommigen werden geselecteerd voor het nationale elftal en sommigen maakten carrière in de teams van Sofia. Het hoogtepunt van zijn trainerscarrière was een overwinning tegen AFC Ajax in Varna op 8 juni 1966 (3-1) en tegen Nottingham Forest op City Ground op 30 juli 1966 (1-0). Mokanov kwam terug als hoofdcoach van Tsjerno More voor een laatste seizoen in 1979-80 toen het team met degradatie bedreigd werd. Hij overleed op 70-jarige leeftijd door een hersenbloeding. Voor zijn bijdrage als speler en coach voor Tsjerno More zijn er plannen voor een bronzen standbeeld in het Ticha-stadion.